# Helen Thomas

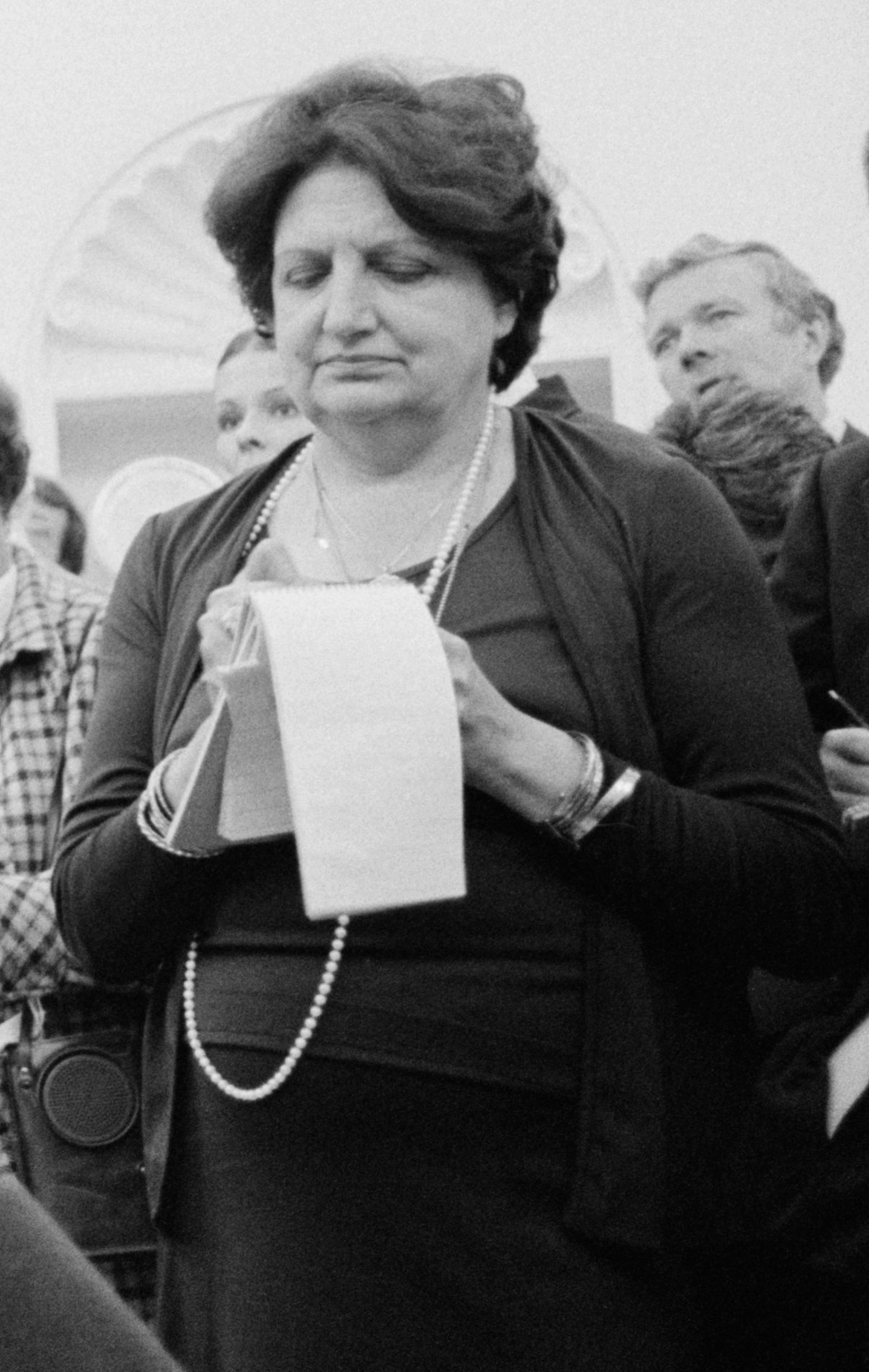
Helen Thomas (1976)

Helen Amelia Thomas (* 4. August 1920 in Winchester, Kentucky; † 20. Juli 2013 in Washington, D.C.) war eine US-amerikanische Journalistin libanesischer Herkunft. Sie war das dienstälteste Mitglied des White House Press Corps, einer Gruppe von Korrespondenten, die regelmäßig von den Pressekonferenzen der US-Regierung im Weißen Haus berichten. Thomas hat die Präsidenten der Vereinigten Staaten von John F. Kennedy bis Barack Obama begleitet und war das erste weibliche Mitglied der White House Correspondents’ Association. In ihren späten Jahren war sie eine Kritikerin der Irak-Politik von Präsident George W. Bush und fiel durch antizionistische Aussagen auf, worauf die Wayne State University die Vergabe des Helen Thomas Spirit of Diversity in Media Award einstellte.

## Leben

### Frühe Jahre
Helen Thomas wurde in Winchester, Kentucky, als Kind griechisch-orthodoxer libanesischer Einwanderer geboren. Sie wuchs in Detroit auf, wo sie von 1938 bis 1942 an der Wayne University Liberal Arts studierte. Schon während ihrer Studienzeit schrieb Thomas Artikel für die Campuszeitung.
Nach dem Abschluss ihres Studiums nahm Thomas eine Stellung bei der Zeitung Washington Daily News an. Innerhalb weniger Monate stieg sie zur Reporterin auf, wurde dann aber nach einem Journalistenstreik entlassen. 1943 fand Thomas eine neue Anstellung im Washingtoner Büro der Nachrichtenagentur United Press, die später in der United Press International (UPI) aufging. Sie assistierte den Reportern, wertete die Nachrichtenticker aus und erstellte Berichte für das Radioprogramm von United Press. 1955 nahm Thomas ihre Tätigkeit als Reporterin wieder auf. Sie berichtete in den folgenden Jahren von verschiedenen Institutionen und Ministerien im Regierungsviertel von Washington, unter anderem aus dem Justizministerium, dem Gesundheitsministerium, dem United States Postal Service, der Federal Communications Commission und dem FBI.
Von 1959 bis 1960 übernahm Helen Thomas die Präsidentschaft des Women’s National Press Club. In dieser Funktion besuchte sie im Oktober 1960 die Sowjetunion. Während dieser Reise verfolgte Thomas die Fernsehdebatte zwischen Richard Nixon und John F. Kennedy im Vorfeld der US-amerikanischen Präsidentschaftswahl. Fasziniert von Kennedys Auftritt beschloss Helen Thomas, den Weg des Siegers der Präsidentschaftswahl ins Weiße Haus zu verfolgen. Thomas schrieb Artikel über die Familie Kennedy, insbesondere über John F. Kennedys Frau Jacqueline Kennedy, und berichtete ausführlich über die Geburt von John F. Kennedy jr. Ende November 1960. Nach dem Amtsantritt von John F. Kennedy beobachtete Helen Thomas weiter den Präsidenten und unterstützte die Korrespondenten der UPI in ihrer Berichterstattung.

### Korrespondentin im Weißen Haus
Ab dem Amtsantritt von John F. Kennedy begleitete Helen Thomas alle US-Präsidenten als Reporterin. Bald schon vertrat sie den Leiter des Washingtoner Büros von UPI, Albert Merriman Smith, bei den täglichen Pressekonferenzen im Weißen Haus. Nach Smiths Tod im Jahr 1970 wurde Thomas offizielle Korrespondentin im Weißen Haus. Sie setzte die von Smith eingeführte Tradition fort, Pressekonferenzen des Präsidenten mit dem Satz „Thank you, Mr. President“ zu beenden. Dieser Schlusssatz entwickelte sich zu ihrem Markenzeichen, bis sie George W. Bush als offene Kritikerin seiner Irakpolitik diese Verabschiedung verweigerte.
Helen Thomas etablierte sich während des Vietnamkriegs als eine hartnäckige Fragerin, die vor allem dem Präsidenten in den Pressekonferenzen auch unangenehme Fragen stellte. Als erste Korrespondentin im Weißen Haus hatte Thomas eine Vorreiterrolle bei der Emanzipation der Frau in der US-amerikanischen Medienlandschaft übernommen; als Anfang 1971 der National Press Club erstmals weibliche Mitglieder aufnahm, wurde Helen Thomas zur Schatzmeisterin des Presseclubs gewählt. Im selben Jahr heiratete sie den Journalisten Douglas B. Cornell. Cornell starb im Jahr 1982 an den Folgen einer Alzheimer-Erkrankung.
Sie begleitete seit der Präsidentschaft Richard Nixons die Präsidenten auch regelmäßig bei ihren Auslandsreisen. So zählte Helen Thomas im Februar 1972 als einzige Frau zum ausgewählten Journalistenkreis, der Nixons historische Reise nach China begleitete, die den Höhepunkt der sogenannten Ping-Pong-Diplomatie zwischen Peking und Washington darstellte. Während der Watergate-Affäre sorgten Thomas’ Interviews mit Martha Mitchell, der Ehefrau des ehemaligen Justizministers John N. Mitchell, für Aufsehen. 1974, kurz nach Nixons Rücktritt, wurde Thomas zur Chefkorrespondentin der UPI in Washington ernannt. 1975 übernahm sie die Präsidentschaft der White House Correspondents’ Association und wurde als erste Frau Mitglied des Gridiron Clubs, des ältesten Presseclubs Washingtons. Ein Jahr später wurde Helen Thomas vom World Almanac als eine der 25 einflussreichsten Frauen der Vereinigten Staaten beschrieben.
Helen Thomas wurde über die Jahrzehnte zu einer Institution in Washington und selbst zu einer Berühmtheit. Neben den Schlussworten „Thank you, Mr. President“ eröffnete Thomas auch regelmäßig die Pressekonferenzen der US-Präsidenten mit der ersten Frage. In den 1990er Jahren hatte sie Gastauftritte in den Filmen Dave und Hallo, Mr. President. 1998 wurde Thomas erste Preisträgerin des nach ihr benannten Helen Thomas Lifetime Achievement Award der White House Correspondents’ Association.
Am 17. Mai 2000 trat Helen Thomas unvermittelt von ihrem Posten als Korrespondentin für UPI zurück. UPI war am Vortag von der News World Communications des Begründers der Vereinigungskirche, Sun Myung Moon, aufgekauft worden.

### Kolumnistin für Hearst

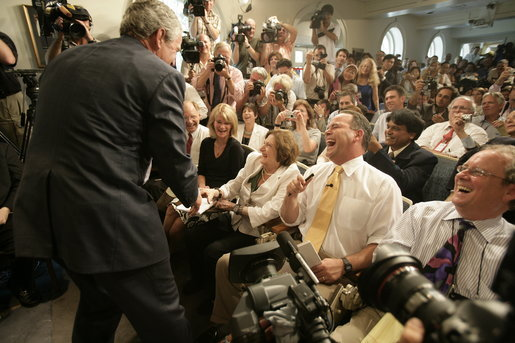
Präsident George W. Bush gratuliert Helen Thomas zu ihrem 86. Geburtstag während einer Pressekonferenz.

Nur zwei Monate nach ihrem Rücktritt bei UPI kehrte die 79-jährige Helen Thomas im Juli 2000 als Kolumnistin für die Hearst Corporation auf die politische Bühne zurück. Ende des Jahres hatte Thomas einen Auftritt in dem Kurzfilm Final Days, in dem Bill Clinton sich selbst als scheidenden Präsidenten parodierte.
Zu Clintons Nachfolger George W. Bush entwickelte sich eine schwierige Beziehung. Die als Linksliberale bekannte Kolumnistin erwies sich als harte Kritikerin Bushs. Sie lieferte sich mit den Regierungssprechern regelmäßig Streitgespräche während der Briefings, wurde aber in den präsidialen Pressekonferenzen zunehmend ignoriert, da sie nicht mehr als Korrespondentin, sondern nur noch als Kolumnistin aktiv war. Zwei Wochen vor dem Ausbruch des Irakkriegs im März 2003 zählte Helen Thomas zu den Journalisten, die in der von Kritikern als Inszenierung betrachteten Pressekonferenz nicht mehr von Präsident Bush aufgerufen wurden.
In den folgenden Jahren wurde Helen Thomas bei allen Pressekonferenzen Bushs vom Präsidenten übergangen, präsentierte sich aber in ihren Kolumnen und bei den Pressebriefings als eine der härtesten Gegnerinnen des Irakkriegs. Erst am 21. März 2006 stellte George W. Bush sich wieder Thomas’ Fragen in einem aufsehenerregenden Wortgefecht.
Als Ende April 2006 der Komiker Stephen Colbert anlässlich des Dinners der White House Correspondents’ Association in Anwesenheit von Bush eine satirische Lobesrede hielt, wurde auch ein Video gezeigt, in dem Colbert als neuer Pressesprecher Bushs von Helen Thomas durch die Straßen Washingtons gehetzt wurde, um endlich die Frage beantwortet zu bekommen, warum die Vereinigten Staaten in den Irak einmarschiert sind.

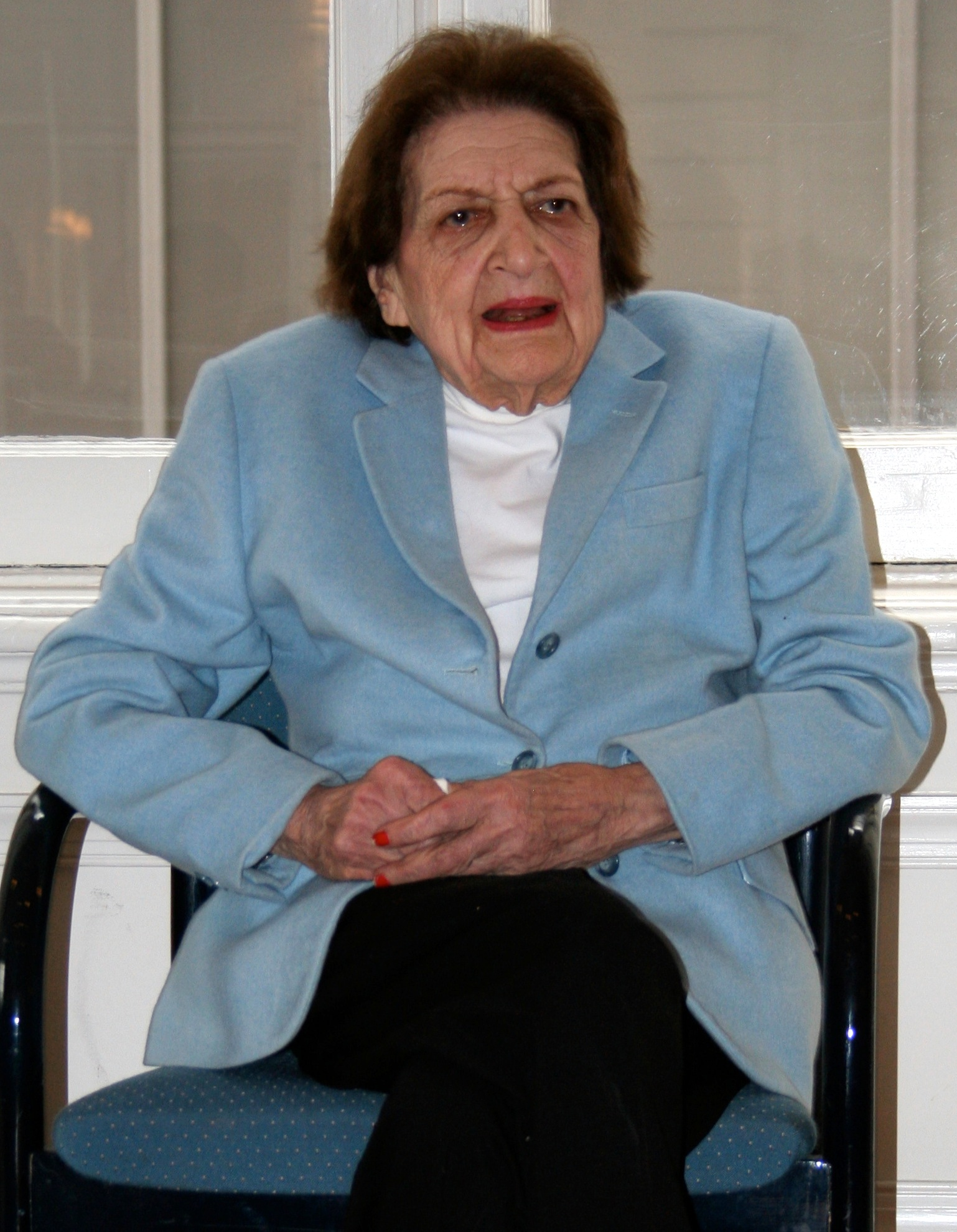
Helen Thomas (2009)

Im Jahr 2007 drohte Helen Thomas nach 46 Jahren ihren Stammplatz im renovierten James S. Brady Press Briefing Room zu verlieren. Die White House Correspondents’ Association entschied sich aber, Thomas in Anerkennung ihrer Leistungen auch weiterhin einen Platz in der vordersten Sitzreihe zu reservieren.
Helen Thomas wurde im August 2008 in Rory Kennedys Fernsehdokumentation Thank You, Mr. President: Helen Thomas at the White House porträtiert.
Am 9. Februar 2009 zählte Thomas zu den ausgewählten Journalisten, die in Barack Obamas erster Pressekonferenz als Präsident der Vereinigten Staaten aufgerufen wurden. Obama war somit der zehnte US-Präsident, der von Helen Thomas in einer Pressekonferenz befragt wurde.
Rabbiner David Nesenoff fragte Thomas am 27. Mai 2010 bei einer „American Jewish Heritage Celebration Day“-Veranstaltung im Weißen Haus, ob sie einen Kommentar zu Israel habe. Die 89-jährige Journalistin antwortete wörtlich: „Tell them to get the hell out of Palestine“. Auf die Frage, wohin die Juden gehen sollten, antwortete sie: „They should go home“ – sie sollten nach Hause gehen, nach Polen, Deutschland, Amerika und „everywhere else“. Nach heftiger Kritik an ihrem Statement entschuldigte sich Helen Thomas für ihre Aussage und teilte am 7. Juni 2010 mit, sie gehe in den Ruhestand.
Am 2. Dezember 2010, kurz vor ihrer Rede in einer arabisch-amerikanischen Konferenz in Dearborn, teilte Thomas den Reportern mit, dass sie noch immer zu ihren gegenüber Nesenoff gemachten Aussagen stehe. Während der Rede sagte sie dann:  „Der US-Kongress, das Weiße Haus, Hollywood und Wall Street sind meiner Meinung nach fraglos im Besitz der Zionisten.“ Diese Äußerung verteidigte sie einige Tage später mit den Worten, dass die Leute darüber aufgeklärt werden müssten, wer in den USA die Meinung kontrolliere. Infolge dieser als antisemitisch qualifizierten Bemerkungen stellte die Wayne State University in Detroit die Vergabe des Helen Thomas Spirit of Diversity in Media Award, den sie mehr als zehn Jahre verliehen hatte, ein. Als Grund dafür gab die Universität an, dass der für Meinungsvielfalt vergebene Preis nunmehr seinen Zweck nicht mehr erfüllen könne.
Von Januar 2011 bis Januar 2012 veröffentlichte Thomas Kolumnen in der Wochenzeitschrift Falls Church News-Press. Aus gesundheitlichen Gründen musste sie diese Kolumne aufgeben. Helen Thomas verstarb nach langer Krankheit zwei Wochen vor ihrem 93. Geburtstag in ihrem Haus in Washington.

## Schriften
- Dateline: White House. Macmillan, New York 1975, ISBN 0-02-617620-3.
- Front Row at the White House – My Life and Times. Scribner, New York 2000, ISBN 0-684-86809-1.
- Thanks for the Memories, Mr. President – Wit and Wisdom from the Front Row at the White House. Scribner, New York 2003, ISBN 0-7432-0225-2.
- Watchdogs of Democracy? – The Waning Washington Press Corps and How It Has Failed the Public. Scribner, New York 2006, ISBN 0-7432-6781-8.